# Archet (musique)
Pour les articles homonymes, voir Archet.
Utilisé pour jouer de certains instruments de musique à cordes frottées, un archet est une baguette de bois sur laquelle est fixée une mèche en crin de cheval. Il est nommé ainsi pour sa ressemblance avec un arc, (l'archet était avant en forme d'arc) le plus souvent en pernambouc, mais parfois en fibre de carbone. Le frottement de la mèche sur les cordes crée une vibration, un son, amplifié par le corps d'un instrument, tel que le violon, l'alto, le violoncelle, la contrebasse, l’octobasse ou la viole de gambe.
Giovanni Battista Viotti, violoniste et compositeur de nombreux concertos pour violon qui mettent particulièrement en jeu l'archet, aurait dit : « le violon, c'est l'archet. »

## Historique
François Xavier Tourte (1747-1835) était à l'origine horloger. On le surnomme le Stradivarius de l'archet parce qu'à la manière du grand luthier italien, il a voué sa vie à la recherche de la perfection, à l'expérimentation des formes et des matières les plus à même de servir l'art des sons. Ainsi est-il parvenu à la conclusion que la qualité d'un bon archet dépendait avant tout de la qualité du bois utilisé. Son choix se porta donc sur le bois du Brésil appelé bois de Pernambouc. Cela se passait en 1775. 
Puis, avec obstination et minutie, il mit au point la forme idéale de ce qu'on appellera l'« archet Tourte » : le profil concave de la baguette, son léger amincissement depuis le talon, puis plus nettement jusqu'à la pointe. Encore aujourd'hui, ses archets sont recherchés : en 2017, l'un d'eux s'est vendu à 576 000 €.
Les artisans ont œuvré à l'élaboration de l'équilibre idéal entre le poids et la longueur, la résistance et la souplesse. Car « pour un violoniste, un bon archet est aussi important qu'un bon instrument ».

## Constitution

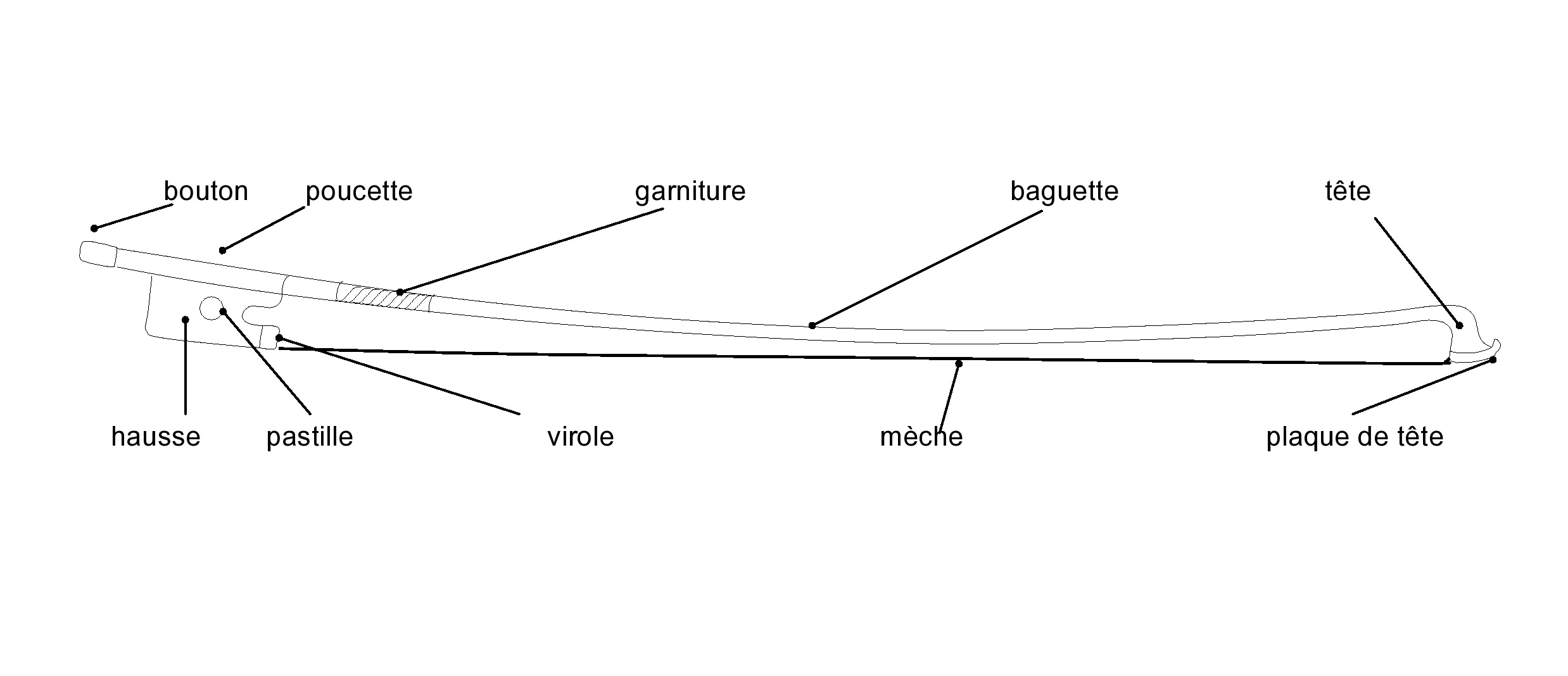
Les parties principales de l'archet.

Un archet moderne se compose de six parties importantes.

### Baguette

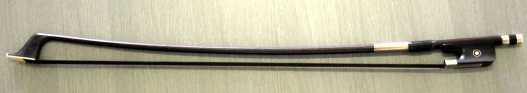
Archet français de contrebasse.

Le plus souvent en bois de pernambouc — qui a la particularité de ne pas faire de nœuds qui sont source de cassure — mais encore en amourette ou en bois de fer. Elle doit être souple et nerveuse. L'archetier utilise une baguette droite qu'il courbe lentement pendant une demi-heure sur un coin de table, au-dessus d'une source de chaleur. La baguette adopte alors une forme légèrement courbe vers l'intérieur, forme inventée par Tourte, à l'inverse de son ancienne forme, extrêmement courbée vers l'extérieur. La qualité de la baguette peut être grossièrement jugée grâce à un critère : le talon, le milieu et la pointe sont-ils toujours alignés dans la forme définitive de la baguette ? Si ce n'est pas le cas, l'archet a de fortes chances d'être difficile à manipuler.

### Mèche

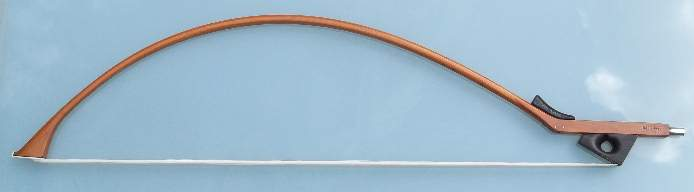
L'archet Bach (archet courbe).

La mèche est constituée de crins de cheval prélevés sur la queue de l'étalon ou du hongre ; ceux de jument, abîmés par l'urine, ne sont pas utilisés. 
On utilise généralement des crins blancs, mais parfois aussi des noirs, qui permettent une attaque et une tenue plus agressive, particulièrement indiquée pour les contrebasses. La mèche est tendue entre la tête de l'archet et la hausse.
Pour assurer une meilleure adhérence des crins sur les cordes (et donc, un meilleur son), on enduit les crins de colophane (résine de pin séchée). Grâce à Vuillaume, à partir de la seconde moitié du 19e siècle, la mèche de l'archet peut être changée (on nomme l'opération reméchage), ce qui a lieu lorsqu'environ un tiers des crins s'est déjà cassé. Comme un archet neuf comporte une mèche vierge de colophane, il faut l'en enduire pour la première fois malgré le caractère très lisse de la mèche : la colophane a alors du mal à se déposer sur la mèche, elle patine. Le problème empire avec un bloc de colophane neuf, qui est alors lui aussi très lisse. Il faut parfois user la surface du bloc sur un autre archet avant de pouvoir appliquer sur le premier archet.
Avec le temps, les poussières et la saleté finissent par adhérer aux crins rendus collants par la colophane. Il est donc nécessaire de procéder au nettoyage de la mèche en l'imbibant d'un solvant propre à dissoudre la colophane sans abîmer les crins, tel que l'Eau écarlate, et en la frottant doucement avec un linge propre.

### Hausse

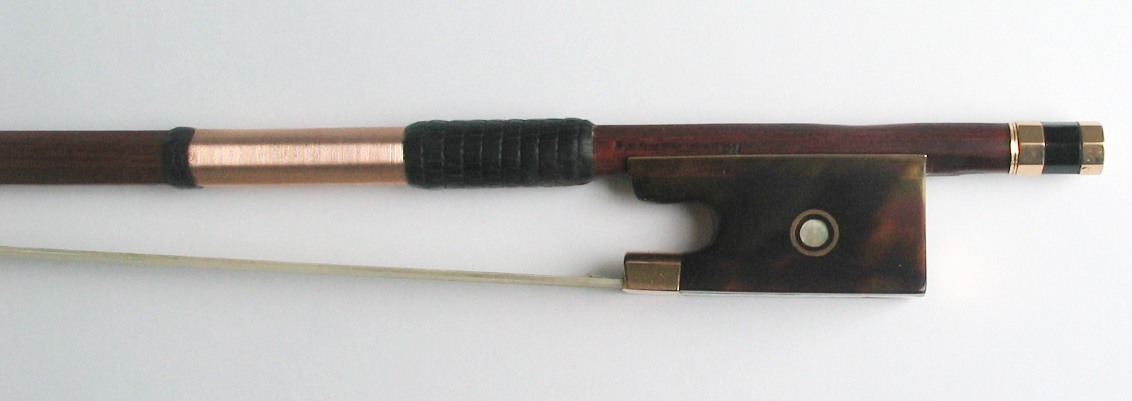
Archet de violon monté or de l'atelier Ouchard à Mirecourt.

C'est elle qui, en coulissant, assure la tension des crins. Souvent faite d'ébène et de métal, on en rencontre en os, en ivoire ou en écaille. Elle est généralement ornée d'un grain de nacre. C'est à cause de sa forme rappelant le talon d'une chaussure que l'on désigne par talon le placement de l'archet sur la corde à ce niveau-ci. Alors qu'il est à angle droit pour les archets de violon et d'alto, le talon de la hausse est arrondi sur les archets de violoncelle et de contrebasse, afin de faciliter la prise en main pour exécuter les pizzicati sans lâcher l'archet.

### Bouton
Le bouton est le système de réglage de la tension du crin. Relié à l'écrou situé au-dessus de la hausse et glissé à l'intérieur de la baguette, il actionne par rotation la translation de la hausse sur la baguette. Le bouton est constitué de deux parties :
- la vis, fixée à l'extrémité du bouton d'acier, est faite d'une tige d'acier filetée ;
- le bouton, composé d'un cylindre de bois d'ébène du diamètre de la baguette, est garni de bagues d'argent, d'or ou de maillechort. De plus, il peut être décoré de nacre ou être ciselé. Tandis que sur les archets anciens, il est généralement fabriqué en bois, en ivoire ou en os.

Pour garantir son bon mouvement de rotation, il est nécessaire de l'enduire régulièrement de savon sec ou de graisse.

### Recouvrement
Petite pièce de nacre, glissée dans la hausse, il cache le crin à l'intérieur de celle-ci. Il est terminé par un « passant » fait du même métal que le bouton.

### Plaque de tête
En os, en ivoire, en argent ou en or, elle protège la tête de l'archet de chocs.

## Archets historiques et types d'archet

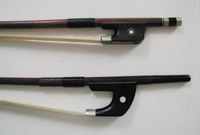
Archets français et allemand.
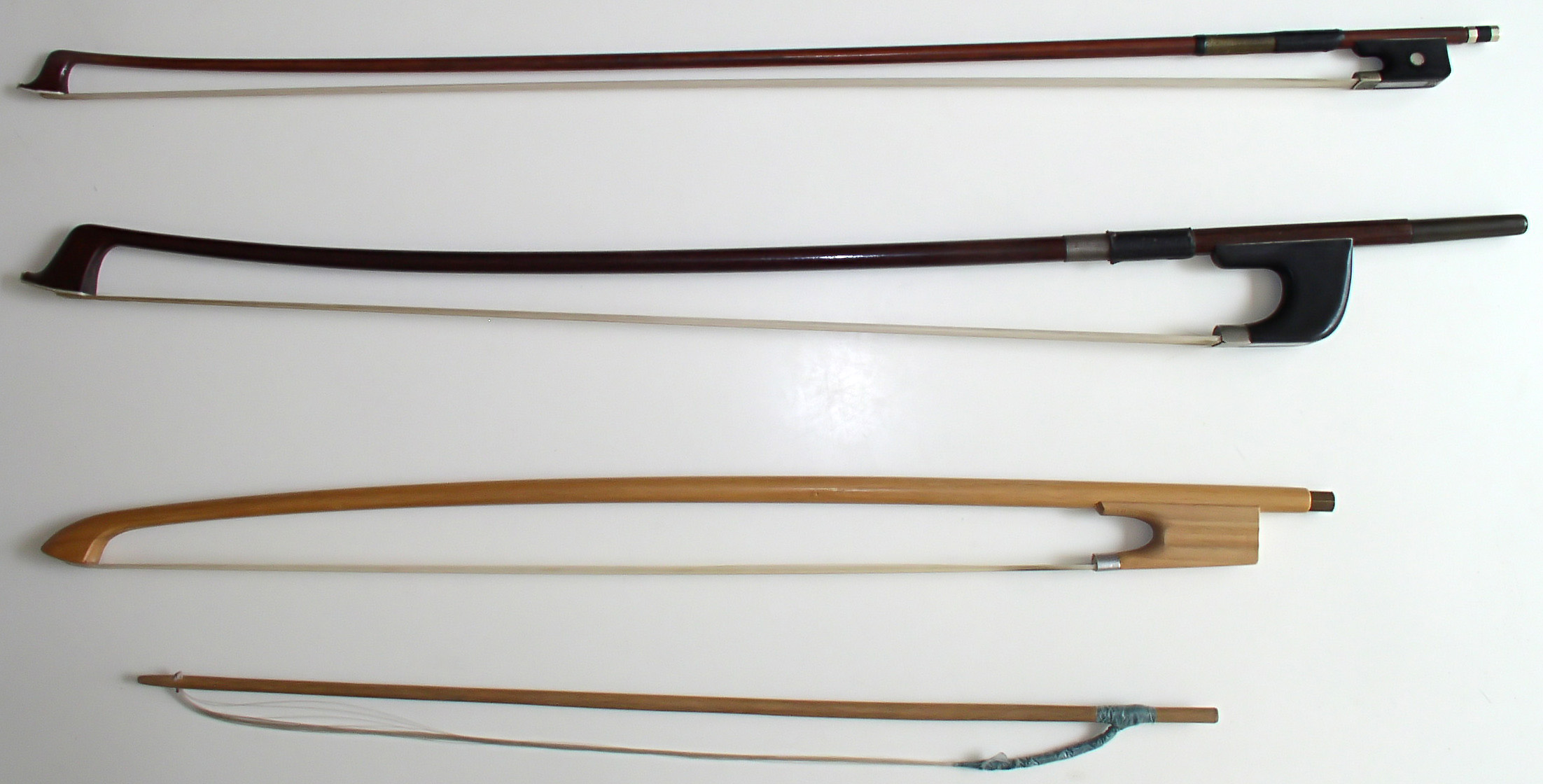
Différents archets : alto, contrebasse (modèle allemand), gadoulka, kamânche ; ils retracent grossièrement l'évolution de l'archet.

Différents archets historiques, dont l'archet baroque sont encore utilisés.
Les archets de contrebasse sont de deux types. L'archet français est similaire par la forme et par la technique aux archets de violons. L'archet allemand a une forme et une technique différente.

### L'archet courbe moderne

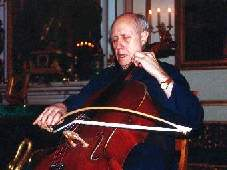
Mstislav Rostropovitch avec l'archet BACH 1999

Au XXe siècle, les violonistes et les violoncellistes utilisaient ce qu'on appelle un archet courbe  pour permettre des sons polyphoniques sur les instruments à cordes. Des instrumentistes à cordes renommés tels que Emil Telmányi, Rudolf Gaehler, Tossy Spivakovsky, Lorin Maazel, Michael Bach, Gustav Rivinius (de), János Starker et Mstislav Rostropovitch, ainsi que des compositeurs tels que John Cage, Dieter Schnebel, Walter Zimmermann, Hans Zender et Michael Bach Bachtischa ont traité cette innovation dans le jeu des instruments à cordes.

## Fabricants
L'archetier est l'artisan spécialisé dans la fabrication des archets. Les inventeurs de l'archet moderne furent le Britannique John Dodd (1752-1839), l'Allemand Christian Wilhelm Knopf (1767-1837) et surtout le Français François Xavier Tourte (1747-1835), le premier à utiliser le pernambouc et à donner à l'archet sa forme et sa fonction actuelles. Jean Baptiste Vuillaume travailla dans la tradition de Tourte, tout en essayant d'améliorer les fonctions (archet à mèche interchangeable). Un grand nombre de célèbres archetiers européens sortent directement ou indirectement de l'école Vuillaume. Quelques archetiers connus sont, en plus de ceux déjà cités, le Britannique Hill, les Français Peccatte, Sartory, Fétique, Voirin, Bazin, Ouchard, Morizot, Lotte, Lamy, Rolland, Richaume et les Allemands Pfretschner, Nürnberger et Dölling.
En France, la ville de Mirecourt, dans les Vosges était la principale ville de fabrication artisanale et industrielle archets, comme dans la maison Bazin. Cette activité a chuté avec l'arrivée des enregistrements sonores.
Le mot d'archetier est entré dans le dictionnaire sur la demande de Charles Alfred Bazin. Le quartier des luthiers de Paris se situe autour de la rue de Rome. Sylvie Masson, fabricante d'archets baroques, ayant suivi sa formation à Mirecourt, s'installe dans les années 1970 dans ce quartier et est la première à écrire archetière sur son enseigne. Sa position géographique l'avantagera par rapport à la ville de Mirecourt.

## Valeur
En vieillissant l'archet ne perd pas de sa valeur, bien au contraire, comme en témoignent les prix atteints pas des archets de François Xavier Tourte (1748-1835) ou Dominique Peccatte (1810-1874). Actuellement[Quand ?], un « Sartory » en bon état se vend 18 000 €. 
En 2007, un archet de violon signé par Sartory et dédicacé par la reine Élisabeth de Belgique à son maître de musique Eugène Ysaÿe, daté 24 décembre 1929, s'est vendu 50 400 €. Cet archet est un cas exceptionnel, car il a une dimension historique importante du fait de l'acheteur et du destinataire ; il est accompagné d'une lettre de la reine Élisabeth à Eugène Sartory.
La cote d'un F. X Tourte est de 80 000 à 120 000 € et celle de Dominique Peccate de 50 000 à 80 000 €. Les archets de Peccatte sont particulièrement recherchés par les solistes. Ceci n'empêche pas que les archets de facteurs contemporains soient d'excellente qualité. 
Si les cotes peuvent grimper, il ne faut pas oublier que le prix peut varier, pour les archets anciens, dans des proportions assez importantes, selon l'état et les éventuelles restaurations subies, ainsi que selon les qualités du bois.

## Archets du monde

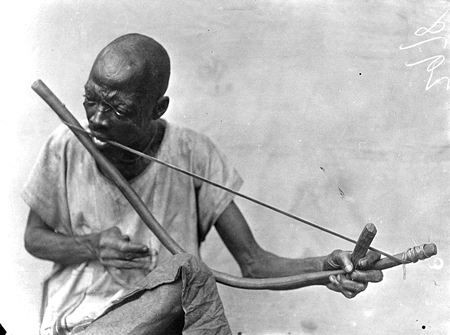
Obu jouant un « archet musical » (Obubra, Nigeria, 1909-1913).

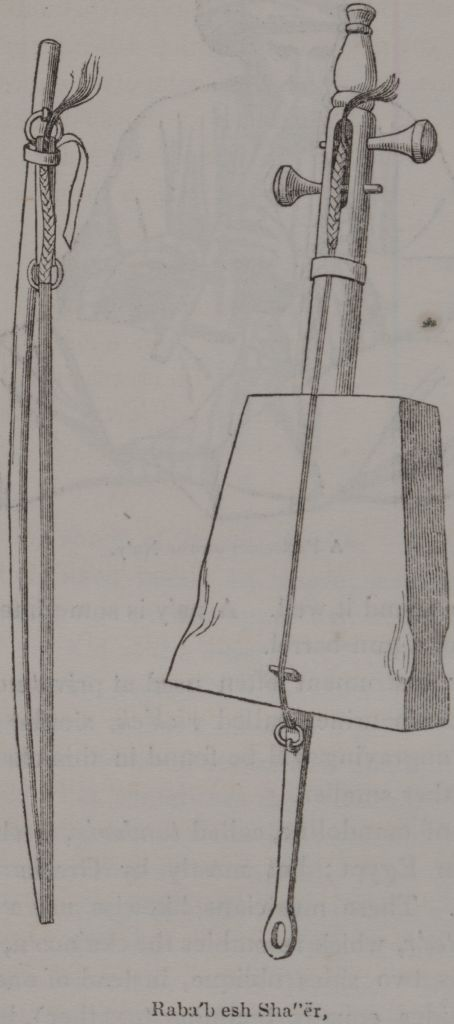
Raba'b esh Sha”ër (1836).

Les archets dits « primitifs » n'ont bien souvent que la baguette et le crin de commun. Certains sont tendus avec les doigts de la main qui le tient et qui l'ajuste à volonté, d'autres ont une tension fixe ficelée, d'autres enfin, ont une tension variable à l'aide de vis et bouton.
D'une manière générale, les archets sont convexes et tenus non pas entre pouce et index, paume vers le sol, mais entre pouce index et majeur, paume vers le ciel. Ils peuvent être en bambou et voir leur crin inséré entre deux cordes (erhu) si bien que la partie supérieure joue une corde aiguë et la partie inférieure la grave. Ils peuvent aussi être munis de grelots (lyra).
On utilise aussi l'archet pour certaines cithares et psaltérions et pour la scie musicale.